# 曼陀トンネル
座標: 北緯34度0分50.85秒 東経133度41分14.93秒 / 北緯34.0141250度 東経133.6874806度
曼陀トンネル（まんだトンネル）は、香川県観音寺市大野原町と徳島県三好市池田町とに跨る、香川県道・徳島県道8号観音寺佐野線のトンネルである。総延長414.5m、車道幅員6.0m。

## 概要
財団法人香川県道路公社（当時）が事業主体となり1963年（昭和38年）9月に竣工され、同年12月6日に供用を開始した。工事は前年の1962年（昭和37年）4月に熊谷組が2億4,211万7,000円で請け負っている。当初は有料道路であったが経営が悪化したため香川県・徳島県の両県に譲渡されることになり、まず1973年（昭和48年）3月31日をもって有料道路の徳島県側2.0kmが事業部分廃止のうえ徳島県に無償譲渡され、残る香川県側0.5kmも2年後の1975年（昭和50年）3月31日に香川県へ4億2,100万円で譲渡され、全区間が無料開放された。
トンネル上部の尾根には曼陀峠がある。トンネルの名称でもある曼陀は曼荼羅が転流したもので、屋島の戦いの後に平家一門がこの峠に落ち延び、一族の供養のため曼荼羅供をいとなんだことから名付けられた。

北口坑門
元料金所の屋根
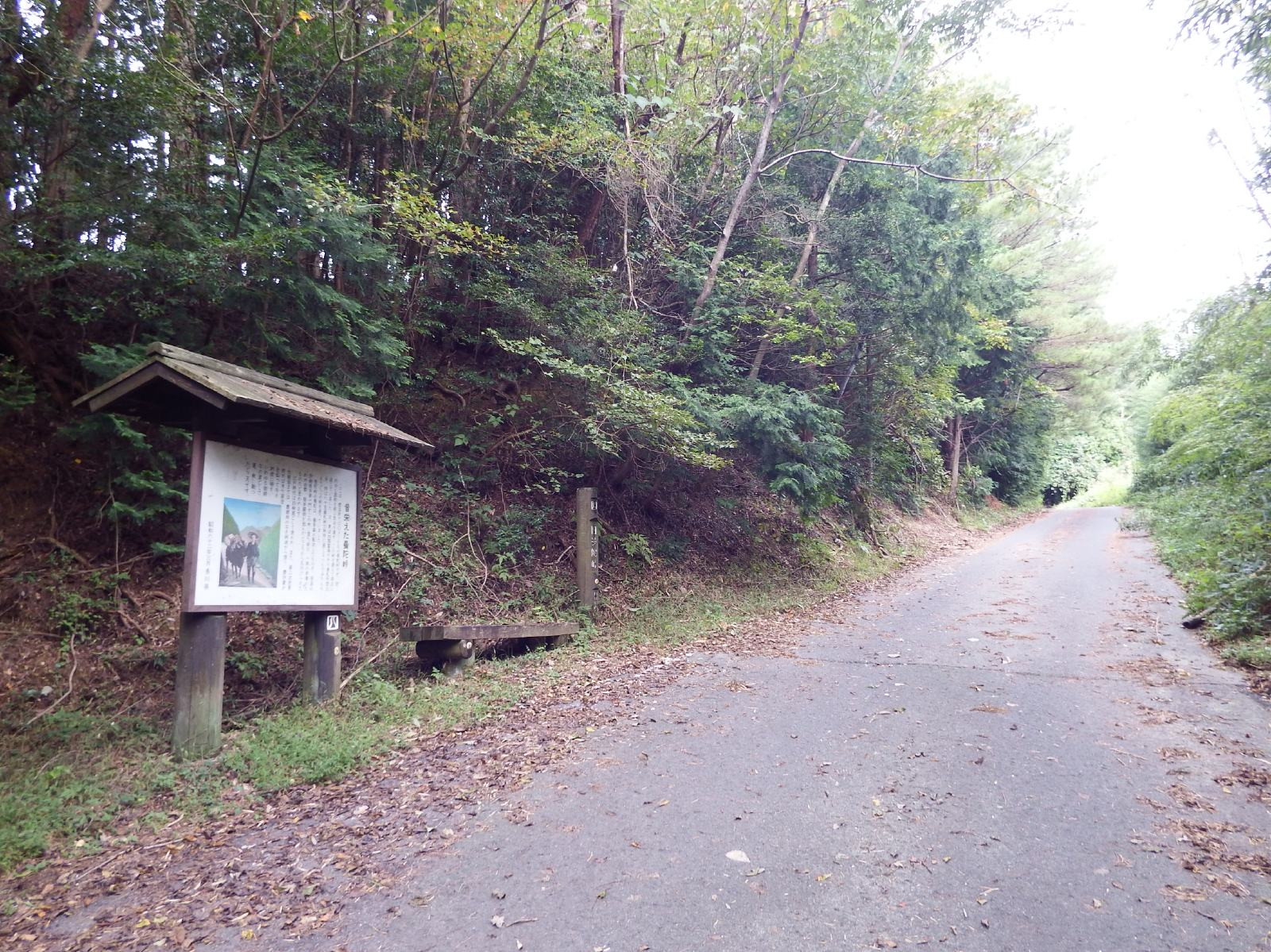
曼陀峠

## 周辺
北口（香川県側）脇に、全線舗装された林道の入口があり、それを利用するのが雲辺寺への近道である。